# Columnea hirta
Espèce
Synonymes
- Columnea hirsuta Klotzsch ex Oerst.[1] [2]
- Columnea pilosissima Standl.[1]

Columnea hirta est une espèce de plantes à fleurs de la famille des Gesneriaceae. Elle est endémique à l'Amérique centrale où on la trouve au Costa Rica et au Panama, mais elle est largement cultivée ailleurs comme plante ornementale.

## Liste des variétés
Selon Tropicos (19 octobre 2019):
- Columnea hirta var. hirta
- Columnea hirta var. mortonii (Raymond) B.D. Morley